# المرأة في القانون

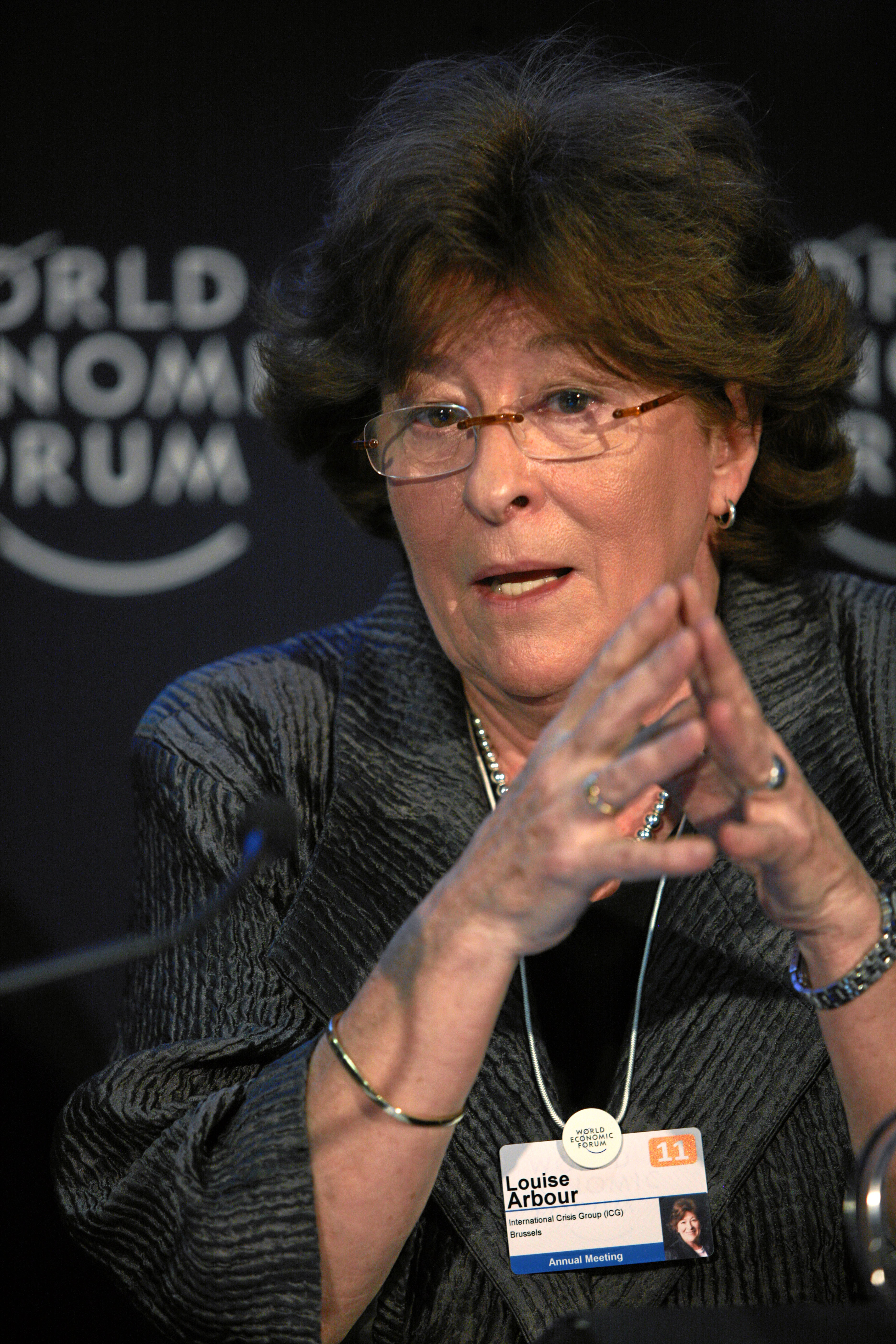
لويز أربور، حاصلة على وسام الشرف الكندي ووسام الاستحقاق الوطني لكيبيك (وُلدت عام 1947)، شغلت منصب مفوض الأمم المتحدة السامي لحقوق الإنسان ومنصب قاضٍ بمحكمة كندا العليا ومحكمة الاستئناف بأونتاريو كما تقلدت منصب المدعي العام للمحاكم الجنائية الدولية بيوغوسلافيا السابقة ورواندا.

"المرأة في القانون" مصطلح يصف الدور الذي تقوم به النساء في المجال القانوني والمجالات ذات الصلة، ومن ضمنها المحامين (المعروفة أيضاً باسم: محامي مرافعات، حقوقي، محامي إجراءات، مستشار قانوني) مساعد محامي والمدعي العام (المعروف أيضاً باسم: النائب العام والوكيل العام للملك) والقضاة وفقهاء القانون (بما فيهم مناصري النظرية النسوية للقانون)، وعلماء القانون وعمداء كليات الحقوق.

## الشرق الأوسط وشمال أفريقيا
تم إجراء دراسة في عام 2010 كشفت عن نسبة المحاميات في 210 دولة، شملت الدراسة الجزائر (28%) والبحرين (27%) ومصر (26%) وإيران (30%) والعراق (28%) والأردن (33%) والكويت (30%) ولبنان (29%) والمغرب (22%) وعُمان (25%) وفلسطين (26%) وقطر (29%) والمملكة العربية السعودية (31%) وسوريا (25%) وتركيا (35%) والإمارات العربية المتحدة (28%) واليمن (22%).
يرى المحامون وعلماء القانون بالشرق الأوسط أن قدوم القرن ال21 ساهم في الاهتمام المتزايد بمجال القانون، بينما يُرجع بعض الباحثون جزء من هذه الزيادة إلى ثورات الربيع العربي بعام 2011. لاحظت الباحثة رنا مكتابي أن إشكاليات المرأة في المغرب ولبنان والكويت-إذا ما قورنت بباقي الدول في منطقة الشرق الأوسط وشمال أفريقيا- تم عرضها بطريقة أقل حدة وحازت أعلى معدلات توظيف المرأة في المنطقة؛ حيث تتصدى المحاميات في هذه الدول الثلاث للنظام القانوني الأبوي بطرح إصلاحات تتعلق بقانون الأسرة والقانون الجنائي وقانون الجنسية (الرعوية).
تدفع مكتابي في بحثها بأن الزيادة في عدد المحاميات المهتمين بالإشكاليات القانونية للمرأة في المغرب ولبنان والكويت يُعد ذا تأثير مباشر على تعزيز حقوق المرأة في هذه الدول.